# 岡本賢一
岡本 賢一（おかもと けんいち、1964年4月22日 -）は、日本の小説家。東京都・八丈島出身。日本SF作家クラブ会員だったが、2023年4月現在は、会員名簿に名前がない。

## 経歴・人物
1990年、短篇SF小説「ロボットは泣かない」が、第16回ハヤカワSFコンテストの最終候補作に（同作は伊吹秀明編集人のSF同人誌『パラドックス』第31号に掲載された）。
1994年、SF同人誌『宇宙塵』192号に掲載された「鍋が笑う」で第13回日本SFファンジン大賞創作部門を受賞。同年「人食い岩」で第1回パスカル短篇文学新人賞候補作となる。同年、『銀河聖船記 1 ディアスの少女』(ソノラマ文庫)で作家デビュー。1996年、「父の背中」で第3回パスカル短篇文学新人賞を受賞。のち、堀晃主宰のSF同人誌『ソリトン』にも参加。
その他、『JUNE』誌などに小説やエッセイを発表。別名義にまぐろ屋猫丸がある。

## 作品リスト

### 単行本
- 銀河聖船記 1 ディアスの少女（ソノラマ文庫、1994年7月）
- 銀河聖船記 2 ディアスの戦士（ソノラマ文庫、1995年2月）
- 銀河聖船記 3 ディアスの天使（ソノラマ文庫、1995年6月）
- ギガミリオンの幸運――銀河冒険紀（ソノラマ文庫、1996年4月）
- ワイルド・レイン――悪夢の領域（徳間ノベルズ、1996年7月）
- 学校の怪談 シネマ版（ポプラ社、1996年7月）
- 学校の怪談 2 シネマ版（ポプラ社、1996年7月）
- キャノン・ガール――銀河冒険紀（ソノラマ文庫、1997年1月）
- ダイヤモンドを噛み砕け――銀河冒険紀（ソノラマ文庫、1997年4月）
- タイム・クラッシュ 上――銀河冒険紀（ソノラマ文庫、1997年12月）
- タイム・クラッシュ 下――銀河冒険紀（ソノラマ文庫、1998年1月）
- ツイン・ヒート――暴走!甲蟲都市ゴーザム（ソノラマ文庫、1998年6月）
- 鍋が笑う（朝日ソノラマ四六判、1998年12月）収録作:「鍋が笑う」「背中の女」「リアの森」
- Monster 7――銀河冒険紀（ソノラマ文庫、1999年3月）
- 神喰い蟲――ツイン・ヒート放浪編 上（ソノラマ文庫、1999年9月）
- 神喰い蟲――ツイン・ヒート放浪編 下（ソノラマ文庫、1999年9月）
- ゴーストエリアQ 傭兵グランド1（ソノラマ文庫、2000年4月）
- ワイルド・レイン 1（ハルキ文庫、2000年9月）
- ワイルド・レイン 2（ハルキ文庫、2000年10月）
- ワイルド・レイン 3（ハルキ文庫、2000年11月）
- アンデッド・レディ 傭兵グランド2（ソノラマ文庫、2000年12月）
- それゆけ薔薇姫さま!（ファミ通文庫、2000年12月）
- 放課後退魔録 ロストガール（角川スニーカー文庫、2001年5月）
- クレイジー・ウォー 傭兵グランド3（ソノラマ文庫、2001年8月）
- 放課後退魔録II ぬだらべ（角川スニーカー文庫、2001年12月）
- 放課後退魔録III 殺し屋と月見うどん（角川スニーカー文庫、2002年12月）
- 放課後退魔録IV ナツメ（角川スニーカー文庫、2004年12月）
- 放課後退魔録（る） ワラキズ（角川スニーカー文庫、2005年1月）
- キミが、キミを殺す時――屍神少女大戦（朝日ノベルズ、2009年3月）

### アンソロジー収録作品
- 「人食い岩」 - 『パスカルへの道――第1回パスカル短篇文学新人賞』（中公文庫、1994年10月）
- 「ロボットは泣かない」 - 『SFスナイパー 『パラドックス』SF傑作選』（ミリオン出版、1998年3月）
- 「それゆけ薔薇姫!」（まぐろ屋猫丸 名義） - 『SFスナイパー 『パラドックス』SF傑作選』（ミリオン出版、1998年3月）
- 「趣向」（笹生撫子との共著）、「塔」 - 『趣向』（テディ文庫、2003年9月）
- 「闇の羽音」 - 『青に捧げる悪夢』（角川文庫、2013年2月）